# Csikia vespertina
Csikia vespertina là một loài bọ cánh cứng trong họ Elateridae. Loài này được Bouwer miêu tả khoa học năm 1991.